# ロアーク (フリゲート)
| USS Roark (FF-1053) |                                                                |
| 艦歴                |                                                                |
| 発注                | 1964年7月22日                                                  |
| 起工                | 1966年2月2日                                                   |
| 進水                | 1967年4月27日                                                  |
| 就役                | 1969年11月22日                                                 |
| 退役                | 1991年12月14日                                                 |
| 除籍                | 1995年1月11日                                                  |
| その後              | 2004年にスクラップとして廃棄                                   |
| 性能諸元            |                                                                |
| 排水量              | 基準: 3,068t                                                   |
| 排水量              | 満載: 4,130t                                                   |
| 全長                | 133.5 m (438 ft)                                               |
| 全幅                | 14.33 m (47 ft)                                                |
| 吃水                | 7.62 m (24.75 ft)                                              |
| 機関                | 水管ボイラー (84.4at, 538℃)×2缶                                |
| 機関                | 蒸気タービン (35,000hp)×1基                                    |
| 機関                | スクリュープロペラ×1軸                                         |
| 速力                | 最大: 27ノット以上                                             |
| 航続距離            | 4,500海里 (20ノット巡航時)                                     |
| 乗員                | 士官16名、曹士211名                                            |
| 兵装                | Mk.42 5インチ単装速射砲×1基                                    |
| 兵装                | シースパローBPDMS 8連装発射機×1基 ※後日装備                    |
| 兵装                | Mk.16 8連装ミサイル発射機×1基 (アスロックSUM, ハープーンSSM用) |
| 兵装                | Mk.32 mod.9 連装短魚雷発射管×2基                               |
| 艦載機              | QH-50 DASH×2機 ※SH-2 LAMPSヘリコプター×1機に 後日換装          |
| FCS                 | Mk.68 砲射撃指揮用                                             |
| FCS                 | Mk.115 BPDMS射撃指揮用 ※後日装備                               |
| FCS                 | Mk.114 水中攻撃指揮用                                          |
| センサ              | AN/SPS-40 対空捜索レーダー                                     |
| センサ              | AN/SPS-10 対水上捜索レーダー ※AN/SPS-67に後日換装              |
| センサ              | AN/SQS-26CX 艦首装備ソナー                                     |
| センサ              | AN/SQS-35 可変深度ソナー ※AN/SQR-18戦術曳航ソナーに後日換装    |
| 電子戦              | AN/WLR-1C電波探知装置 ※AN/SLQ-32に後日換装                     |
| 電子戦              | AN/ULQ-6C電波妨害装置 ※AN/SLQ-32への換装と同時に撤去           |
| 電子戦              | Mk.137 6連装デコイ発射機×2基 ※後日装備                         |
| モットー            | Victory thru Service                                           |

ロアーク (英語: USS Roark, DE-1053/FF-1053) は、アメリカ海軍のフリゲート。ノックス級フリゲートの2番艦。艦名はウィリアム・マーシャル・ロアークに因む。就役時は護衛駆逐艦に分類された。

## 艦歴
ロアークはワシントン州シアトルのトッド・パシフィック造船所で1966年2月2日に起工する。1967年4月24日にウィリアム・M・ロアーク夫人およびフランク・F・ロアーク夫人によって命名、進水し、1969年11月22日にウェイン・L・ビーチ艦長の指揮下就役した。
1970年の春に整調を完了すると、ロアークは第21駆逐戦隊に所属しカリフォルニア州サンディエゴを母港として各種訓練に参加する。1971年には西太平洋で第七艦隊に配備され、サンディエゴを1月7日に出航した。真珠湾に停泊後、ミッドウェー島で給油したロアークは機関室で火災が発生する。損傷を補修するため真珠湾に戻り、およそ2ヶ月後の3月には修理も完了し WestPac 演習に向かう。ロアークはそのまま7月まで西太平洋に留まり、その後母港のサンディエゴに向けて出航、8月10日に到着した。1971年の残りはサンディエゴから活動した。
1972年に入ると再び極東に配備される。2月8日にサンディエゴを出航し2月29日にフィリピンのスービック湾に到着、8月15日までベトナム海域で活動する。8月30日にサンディエゴに帰還すると、翌1973年8月までサンディエゴに留まる。その後サンディエゴを離れ、8月31日にスービック湾に到着、続く4ヶ月にわたって第七艦隊で活動し、1973年12月21日にサンディエゴに向けて出航した。
ロアークは1987年に予備役艦隊に移管され、1991年12月14日に退役した。2004年10月13日にスクラップとして廃棄された。
ロアークはベトナム戦争の功績で3つの従軍星章を受章した。